# Rafael Osuna
Rafael Osuna Herrera (Città del Messico, 15 settembre 1938 – Sierra Madre Orientale, 4 giugno 1969) è stato un tennista messicano.
È l'unico giocatore messicano ad aver raggiunto la prima posizione nella classifica mondiale, ha ottenuto questo risultato nel 1963.

## Biografia
Nel singolare i suoi migliori risultati li ottenne agli US Open, in questo torneo infatti raggiunse le semifinali consecutivamente dal 1961 al 1965 e vinse l'edizione del 1963 battendo in finale Frank Froehling per 7-5, 6-4, 6-2.
Nel 1962 guidò il team messicano nell'unica finale di Coppa Davis della sua storia; nella lunga strada fino alla finale ottenne 7 vittorie su altrettanti match ma nell'ultimo turno contro l'Australia venne sconfitto da Rod Laver e Neale Fraser in singolare e dalla coppia e Laver-Emerson nel doppio insieme a Palafox. Rappresentò il Messico anche ai Giochi Olimpici di Città del Messico 1968 dove vinse il torneo di dimostrazione di doppio maschile in coppia con Vicente Zarazúa e anche il torneo di esibizione in singolare senza tuttavia conquistare medaglie.
Vinse tre titoli dello Slam nel doppio maschile, due a Wimbledon di cui il primo in coppia con lo statunitense Dennis Ralston e il secondo assieme al connazionale Antonio Palafox, e uno agli U.S. National Championships ancora insieme a Palafox.
Morì in un incidente aereo nel 1969 all'età di 30 anni quando era ancora in attività, venne introdotto nell'International Tennis Hall of Fame nel 1979 ed è l'unico messicano a farne parte.

## Finali del Grande Slam

### Singolare

#### Vittorie (1)
| Anno | Torneo                    | Avversario in finale | Risultato     |
| 1963 | US National Championships | Frank Froehling      | 7–5, 6–4, 6–2 |

### Doppio maschile

#### Vittorie (3)
| Anno | Torneo                    | Compagno        | Avversari in finale               | Risultato                 |
| 1960 | Wimbledon                 | Dennis Ralston  | Mike Davies Bobby Wilson          | 7–5, 6–3, 10–8            |
| 1962 | US National Championships | Antonio Palafox | Chuck McKinley Dennis Ralston     | 6–4, 10–12, 1–6, 9–7, 6–3 |
| 1963 | Wimbledon                 | Antonio Palafox | Jean-Claude Barclay Pierre Darmon | 4–6, 6–2, 6–2, 6–2        |

#### Finali perse (2)
| Anno | Torneo                    | Compagno        | Avversari in finale           | Risultato            |
| 1961 | US National Championships | Antonio Palafox | Chuck McKinley Dennis Ralston | 3–6, 4–6, 6–2, 11–13 |
| 1963 | US National Championships | Antonio Palafox | Chuck McKinley Dennis Ralston | 3–6, 4–6, 6–2, 11–13 |